# Archambaud al IX-lea de Bourbon
Archambaud al IX-lea de Bourbon (d. 15 ianuarie 1249) (supranumit "cel Tânăr"), a fost senior de Bourbonnais în actuala regiune Auvergne, din Franța.
El era fiul lui Archambaud al VIII-lea de Bourbon. S-a căsătorit cu Iolanda I de Chatillon, contesă de Nevers.
Archambaud a murit în Cipru în 1249, în timpul participării la Cruciada a șaptea. Unul dintre copiii săi a fost Matilda a II-a de Nevers.